# Bacopa egensis
Bacopa egensis là một loài thực vật có hoa trong họ Mã đề. Loài này được (Poepp. & Endl.) Pennell mô tả khoa học đầu tiên năm 1946.